# 奧梅京齊
48°58′2″N 29°6′2″E / 48.96722°N 29.10056°E
奧梅京齊（烏克蘭語：Ометинці），是烏克蘭西南部的村莊，隸屬文尼察州的文尼察區。該村面積3.39平方公里，海拔高度260米，2001年人口797，人口密度每平方公里235.03人。